# فريبورغ (موسيل)
فريبورغ (Fribourg) هي بلدية في إقليم موسيل أحد أقاليم فرنسا في غراند إيست في شمال شرق فرنسا.